# Jonstaka
Jonstaka kallas ett område i södra delen av centralorten Varberg i Varbergs kommun, Hallands län, där Västkustvägen korsar järnvägslinjen Västkustbanan. Namnet Jonstaka är hämtat från en närliggande gård, där Jonstaka Ridklubb tidigare var verksam. 
Västkustvägen - eller länsväg N 767 - hette Rikstvåan och Europaväg E6 i denna ordning, tills motorvägsdelen Gunnestorp-Morup öppnades den 27 november 1988. Västkustvägen passerar här Västkustbanan genom den något underdimensionerade ’Jonstakaviadukten”, som genom åren tvingat maxhöga fordon till omvägar. Viaduktens höjd är 4,3 meter, medan så kallad "fri höjd" är 4.5 meter.
På denna plats anslöt tidigare Södra Näs-vägen och Vallinsvägen till länsväg 767 ("gamla E6"). Vallinsvägens västra del lades igen 2010, då Österleden förlängdes för att förena Länsväg 153 (Varberg-Värnamo) med Västkustvägen ("gamla E6"). I den nyanlagda Jonstakarondellen har infarten till Södra Näs-vägen flyttats något i nordlig riktning. 
I området och med infart från Södra Näs-vägen finns Röda Korsets Second hand-butik Kupan. Nordost om viadukten öppnade Coop Forum ett varuhus i juni 2010, under 2012 tillkom även en så kallad systembutik. Områdets anknytning till bostadsområdet Breared i norr, har gett varuhuset namnet Coop Forum Breared- Varberg. Tillfarten till varuhus och systembutik sker via en nybyggd rondell norr om Jonstakaviadukten liksom från Österleden.
Ett villaområde, som från 2005 växer fram sydväst om viadukten, har fått namnet ’Norra Nygård’, vid Södra Näs-vägen finns sedan tidigare villaområdet 'Södra Nygård'.